# Monti Bystrzyckie
I Monti Bystrzyckie (in polacco: Góry Bystrzyckie ; in lingua ceca: Bystřické hory; in tedesco: Habelschwerdter Gebirge) sono una catena montuosa dei Sudeti Centrali, situata in Polonia al confine con la Repubblica Ceca. Amministrativamente, i Monti Bystrzyckie si trovano nel Voivodato della Bassa Slesia, nel Distretto di Kłodzko.
Si estendono per circa 50 km ad est dei Monti Orlické; la larghezza della catena montuosa è di circa 7 km.

## Geografia
A nord i Monti Bystrzyckie sono delimitati dai Monti Tavola e dalla depressione di Dusznickie, a ovest sono separati dai Monti Orlické dalle valli Bystrzyca Dusznicka e Dzika Orlica; quest'ultima confina con i Monti Bystrzyckie anche a sud-ovest. Il confine orientale è segnato dalla valle del fiume Nysa Kłodzka, sulla quale i monti si affacciano con ripidi versanti, dall'altopiano di Łomnica, dalla depressione della Bystrzyca Kłodzka e dall'altopiano di Międzylesia.
La maggior parte della catena montuosa si trova in Polonia e solo una piccola porzione nel settore meridionale è sul confine con la Repubblica Ceca. Anzi, secondo le mappe della Repubblica Ceca, i Monti Bystrzyckie finiscono al confine di stato e non si estendono nella Repubblica Ceca; la loro continuazione sono i Monti Orliczke, e più precisamente la Mladkovská vrchovina,
L'area dei Monti Bystrzyckie è scarsamente popolata e, a causa delle difficili condizioni, si spopola costantemente in seguito al continuo abbandono dei villaggi.
I Monti Bystrzyckie sono caratterizzati da un'alta copertura forestale. La povertà dei terreni, il significativo rimboschimento artificiale e la scarsa manutenzione non li rendono una regione turistica popolare. Sono attraenti solo per escursionisti e appassionati di mountain bike in cerca di luoghi liberi dal turismo di massa.